# Bitwa nad Speyerbach
Bitwa nad rzeką Speyerbach – starcie zbrojne 15 listopada 1703 w Palatynacie Reńskim podczas hiszpańskiej wojny sukcesyjnej, w którym armia francuska pokonała hesko-palatynackie wojska sprzymierzonych i zajęła twierdzę Landau. 
Od 17 października 1703 wojska francuskie pod wodzą marszałka Tallarda oblegały twierdzę Landau, której sprzymierzeni wysłali 28 października z odsieczą hesko-palatynacką armię posiłkową pod dowództwem Jana Ernsta von Nassau-Weilburg i Fryderyka Heskiego. 13 listopada dotarła ona do Spiry, rozbijając obóz na południe od miasta, a następnego dnia wyruszając w kierunku Landau. W tej sytuacji Tallard zdecydował się na atak uprzedzający, wzmacniając swe siły oddziałami markiza Armanda de Pracontal. 
15 listopada ok. 7:00 Francuzi skoncentrowali swe siły w Essingen, a następnie skierowali się ku rzeczce Speyerbach, docierając tam po 5 godzinach marszu, gdy oddziały aliantów gen. Vehlena nie zdążyły obsadzić wszystkich stanowisk. Tallard skierował część wojsk na lewe skrzydło przeciwnika, uderzając w luki powstałe w jego obronie. Równocześnie jednak kawaleria aliantów dowodzona przez Jana Ernsta von Nassau-Weilburg, rozbiła francuską jazdę francuską markiza de Pracontal (który poniósł śmierć w trakcie walki), a następnie podjęła pościg za uciekającymi.
Ok. 14:00 Tallard rzucił do natarcia całość swych sił. Choć w centrum udało się sprzymierzonym utrzymać linię obrony, na prawym skrzydle Francuzi odnieśli sukces zmuszając kawalerię Vehlena do ucieczki. Jednocześnie piechota francuska uderzyła na palatynacką kawalerię będącą w pościgu za jazdą francuską, również zmuszając ją do odwrotu. Następnie Francuzi uderzyli całym impetem na centrum wroga, całkowicie je rozbijając. Resztki wojsk alianckich ok. 17:00 wycofały się na północ od Speyerbach. Tego samego dnia skapitulowała twierdza Landau.
Francuzi stracili w bitwie ok. 4 tysięcy zabitych i rannych, straty sprzymierzonych wyniosły ok. 5 tysięcy ludzi; dodatkowo do niewoli dostało się 2 tys. żołnierzy, w tym 149 oficerów. Wśród poległych znaleźli się książę Filip von Hessen-Homburg oraz syn głównodowodzącego armii alianckiej Ludwik von Nassau-Weilburg. W zdobytym obozie w ręce Francuzów wpadły 23 działa, 50 sztandarów, amunicja oraz wyposażenie. 